# Kyra Sedgwick
Kyra Sedgwick (New York, 19 augustus 1965) is een Amerikaanse actrice. Ze won voor haar hoofdrol in de televisieserie The Closer onder meer een Golden Globe in 2007 en Satellite Awards in 2005 en 2006.

## Biografie

### Jonge jaren
Sedgwick is een dochter van Henry Dwight Sedgwick V en Patricia Rosenwald. Haar vader was lid van de Anglicaanse Kerk en haar moeder was joods. Sedgwick beschouwt zichzelf als joods. Ze is de achterkleindochter van Endicott Peabody, oprichtster van de Groton School. Tevens is ze een nicht en erfgename van actrice Edie Sedgwick (1943 - 1971) en een tante van de Canadese zangers Justin Nozuka en George Nozuka. Sedgwick volgde onderwijs op privéscholen en studeerde af aan de University of Southern California. Ze ambieerde een carrière waarin zowel toneel, film als televisie aan bod kwamen. Haar reden om te gaan acteren, was dat het haar de mogelijkheid geeft om gevoel te uiten en in andermans schoenen te lopen.

### Carrière
Sedgwick debuteerde in 1982 op zestienjarige leeftijd in de soapserie Another World, waarin ze een klein jaar speelde. In 1985 volgde haar eerste filmrol in War and Love, waarin ze hoofdpersonage Halina speelde.  In 1989 brak ze door met haar rol in de film Born on the Fourth of July, als vriendin van hoofdrolspeler Tom Cruises personage. In 1992 werd Sedgwick dankzij haar rol in de televisiefilm Miss Rose White voor het eerst voor een Golden Globe genomineerd. Haar tweede nomimatie volgde drie jaar later voor haar rol in de film Something to Talk About. De daaropvolgende tien jaar speelde Sedgwick verschillende rollen in bioscoop- en televisiefilms.
Van 2005 tot en met 2012 speelde Sedgwick de hoofdrol in de serie The Closer, waarmee ze meerdere Satellite Awards en in 2007 een Golden Globe won. Daarvoor werd ze eerder genomineerd in 2006 en opnieuw in 2008 en 2009, evenals voor onder meer Emmy Awards in 2006, 2007 en 2008. In 2009 kreeg Sedgwick een ster op de Hollywood Walk of Fame.

### Privé en gezin
Sedgwick leerde in 1987 op de set van Lemon Sky Kevin Bacon kennen, met wie ze op 4 september 1988 trouwde. In 1989 werd hun zoon Travis geboren, in 1992 dochter Sosie die later ook actrice werd. Het gezin woont in Connecticut. Sedgwick en Bacon speelden ook samen in Pyrates (1991), Murder in the First (1995) en The Woodsman (2004). In 2005 speelde het hele gezin mee in de door Bacon tevens geregisseerde film Loverboy.

## Nominaties & Prijzen
Sedgwick werd genomineerd voor onderstaande prijzen. Wanneer een prijs goud gearceerd is betekent dit dat ze deze prijs won.
| Academy of Science Fiction, Fantasy & Horror Films | Academy of Science Fiction, Fantasy & Horror Films | Academy of Science Fiction, Fantasy & Horror Films |
| -------------------------------------------------- | -------------------------------------------------- | -------------------------------------------------- |
| Jaar                                               | Titel                                              | Categorie                                          |
| 1994                                               | Heart and Souls                                    | Best supporting actress                            |

| American Comedy Awards | American Comedy Awards  | American Comedy Awards                          |
| ---------------------- | ----------------------- | ----------------------------------------------- |
| Jaar                   | Titel                   | Categorie                                       |
| 1996                   | Something to Talk About | Funniest Supporting Actress in a Motion Picture |

| DVD Exclusive Awards | DVD Exclusive Awards | DVD Exclusive Awards |
| -------------------- | -------------------- | -------------------- |
| Jaar                 | Titel                | Categorie            |
| 2001                 | Labor Pains          | Best Actress         |

| Emmy Awards | Emmy Awards | Emmy Awards                                |
| ----------- | ----------- | ------------------------------------------ |
| Jaar        | Titel       | Categorie                                  |
| 2006        | The Closer  | Outstanding Lead Actress in a Drama Series |

| Golden Globes | Golden Globes           | Golden Globes                                                                 |
| ------------- | ----------------------- | ----------------------------------------------------------------------------- |
| Jaar          | Titel                   | Categorie                                                                     |
| 1993          | Miss Rose White         | Best Performance by an Actress in a Mini-Series or Motion Picture Made for TV |
| 1996          | Something to Talk About | Best Performance by an Actress in a Supporting Role in a Motion Picture       |
| 2006          | The Closer              | Best Performance by an Actress in a Television Series - Drama                 |
| 2007          | The Closer              | Best Performance by an Actress in a Television Series - Drama                 |

| Gracie Allen Awards | Gracie Allen Awards | Gracie Allen Awards                    |
| ------------------- | ------------------- | -------------------------------------- |
| Jaar                | Titel               | Categorie                              |
| 2006                | The Closer          | Outstanding Female Lead - Drama Series |

| Independent Spirit Awards | Independent Spirit Awards | Independent Spirit Awards |
| ------------------------- | ------------------------- | ------------------------- |
| Jaar                      | Titel                     | Categorie                 |
| 2005                      | Cavedweller               | Best Female Lead          |

| MTV Movie Awards | MTV Movie Awards | MTV Movie Awards              |
| ---------------- | ---------------- | ----------------------------- |
| Jaar             | Titel            | Categorie                     |
| 1997             | Phenomenon       | Best Kiss (met John Travolta) |

| Phoenix Film Festival | Phoenix Film Festival | Phoenix Film Festival     |
| --------------------- | --------------------- | ------------------------- |
| Jaar                  | Titel                 | Categorie                 |
| 2005                  | -                     | Copper Wing Tribute Award |

| Satellite Awards | Satellite Awards | Satellite Awards                                                  |
| ---------------- | ---------------- | ----------------------------------------------------------------- |
| Jaar             | Titel            | Categorie                                                         |
| 2006             | The Closer       | Best Actress in a Series, Drama                                   |
| 2005             | The Closer       | Best Actress in a Series, Drama                                   |
| 2005             | The Woodsman     | Best Actress in a Supporting Role, Drama (Golden Satellite Award) |

| Screen Actors Guild Awards | Screen Actors Guild Awards | Screen Actors Guild Awards                                  |
| -------------------------- | -------------------------- | ----------------------------------------------------------- |
| Jaar                       | Titel                      | Categorie                                                   |
| 2006                       | The Closer                 | Outstanding Performance by a Female Actor in a Drama Series |
| 2006                       | The Closer                 | Outstanding Performance by an Ensemble in a Drama Series    |

| Television Critics Association Awards | Television Critics Association Awards | Television Critics Association Awards       |
| ------------------------------------- | ------------------------------------- | ------------------------------------------- |
| Jaar                                  | Titel                                 | Categorie                                   |
| 2006                                  | The Closer                            | Outstanding Individual Achievement in Drama |

## Filmografie
- Bibsys: 6073881
- Biblioteca Nacional de España: XX1224600
- Bibliothèque nationale de France: cb14027911z (data)
- Gemeinsame Normdatei: 139259333
- International Standard Name Identifier: 0000 0001 2142 2411
- Library of Congress Control Number: no92020090
- MusicBrainz: 41e85686-480e-4a88-a80c-ad7ac6b15236
- Nationale Bibliotheek van Tsjechië: xx0065911
- Nationale Bibliotheek van Israël: 987007330141005171
- Nationale Bibliotheek van Polen: a0000001738338
- Nederlandse Thesaurus van Auteursnamen: 073600571
- Système universitaire de documentation: 071025057
- Virtual International Authority File: 85729858
- WorldCat: E39PBJw4xMTkvYQcMbRfJFmWXd